# Charlotte Besnard
Pour les articles homonymes, voir Besnard.
Charlotte Besnard, née Charlotte Gabrielle Dubray à Paris le 25 avril 1854 et morte dans la même ville le 15 mars 1931, est une sculptrice et céramiste française.
Elle mène sa carrière d'abord sous son nom, puis sous son nom d'épouse.

## Biographie
Fille du sculpteur Vital Gabriel Dubray (1813-1892), Charlotte Besnard suit les traces de son père. Élève de Fanny Dubois-Davesnes (1832-1900), puis de l’italien Vincenzo Consani (en) (1818-1887), elle débute au Salon de 1869 avec un buste en terre cuite, Giovanina (no 3403).
D'origine italienne par sa mère, elle est la petite-fille du figuriste ornemaniste Pellegrin Antoine Cecconi, né à Bolognana (Gallicano, province de Lucques).
À la chute du Second Empire, elle se réfugie avec sa famille en Italie, passe par Florence, puis franchit la Manche et s’installe à Londres. Là, elle met à profit ses talents de portraitiste et modèle les traits de nombreuses personnalités britanniques et des enfants de l’aristocratie anglaise. Elle réalise le buste de la princesse Louise de Galles. De 1875 à 1878, elle expose à la Royal Academy. 
Elle présente au Salon de Paris en 1874 le buste en marbre Jeune fellah du Caire.
En 1875, elle produit un buste en bronze doré intitulé Étude de tête, dans un style néo-Renaissance florentine.
En 1876, elle expose une statue en plâtre La Fille de Jephté pleurant dans la montagne, un buste en bronze, et Un Napolitain, et en 1877, La Coquette, un buste en terre cuite, et le portrait en bronze de M. B.
Mariée en 1879 au peintre Albert Besnard (1849-1934), qui connaît succès et honneurs, l’artiste continue d’exposer au salon de la Société nationale des beaux-arts des œuvres inspirées des joies simples de la vie familiale et se lance dans les arts décoratifs et la céramique au travers de visages et figurines en grès polychromes. Elle travaille pour certaines œuvres avec les céramistes Albert Dammouse et Émile Muller.
Charlotte Besnard présente régulièrement ses sculptures au Salon d'automne, au Salon des Tuileries et participe également aux salons belges du Groupe des XX et de la Libre Esthétique.
En 1883, elle obtient une mention honorable[Où ?].
Elle figure, entourée de ses enfants, dans le tableau d'Albert Besnard Une famille, dont la scène est située dans le salon de la villa Besnard à Talloires. Son portrait vers 1890 par Albert Besnard est conservé à Paris au musée Carnavalet.
En 1895, elle est nommée membre de la Société nationale des beaux-arts. Leur dernier fils Jean, enfant fragile atteint d'une tuberculose osseuse, est soigné et guéri à Berck à l'Institut Cazin-Perrochaud par le docteur François Calot (1861-1911). En action de grâce, les époux Besnard décorent la chapelle de l'hôpital (monument classé) en 1898.
En 1900, elle obtient la médaille d'argent au Salon de Paris.
En 1901, elle expose au Salon d'automne, puis de 1923 à 1925 au Salon des Tuileries.

## Œuvres dans les collections publiques

### Belgique
- Tervueren, musée royal de l'Afrique centrale : Henry Morton Stanley, 1878, buste en plâtre patiné.

### États-Unis
- Boston, musée des Beaux-Arts : Cérès (ou Perséphone), 1892, tirage de 1895, grès polychrome, en collaboration avec Émile Muller[5].
- San Francisco, musée des beaux-arts : Tête de petite fille, buste en plâtre patiné[6].
- Université Rutgers, Zimmerli Art Museum : Masque, vers 1895, grès émaillé, en collaboration avec Émile Muller[7].

### France
- Paris, cimetière du Père-Lachaise : Tombeau de Georges Rodenbach, bronze. Achevé en 1899 et installé en 1902.

## Salons
- Salon des artistes français :
  - 1879 : Henry Morton Stanley, 1878, buste.
  - 1903 : La Salamandre, grès polychrome, en collaboration avec Albert Dammouse[8].

Œuvres de Charlotte Besnard
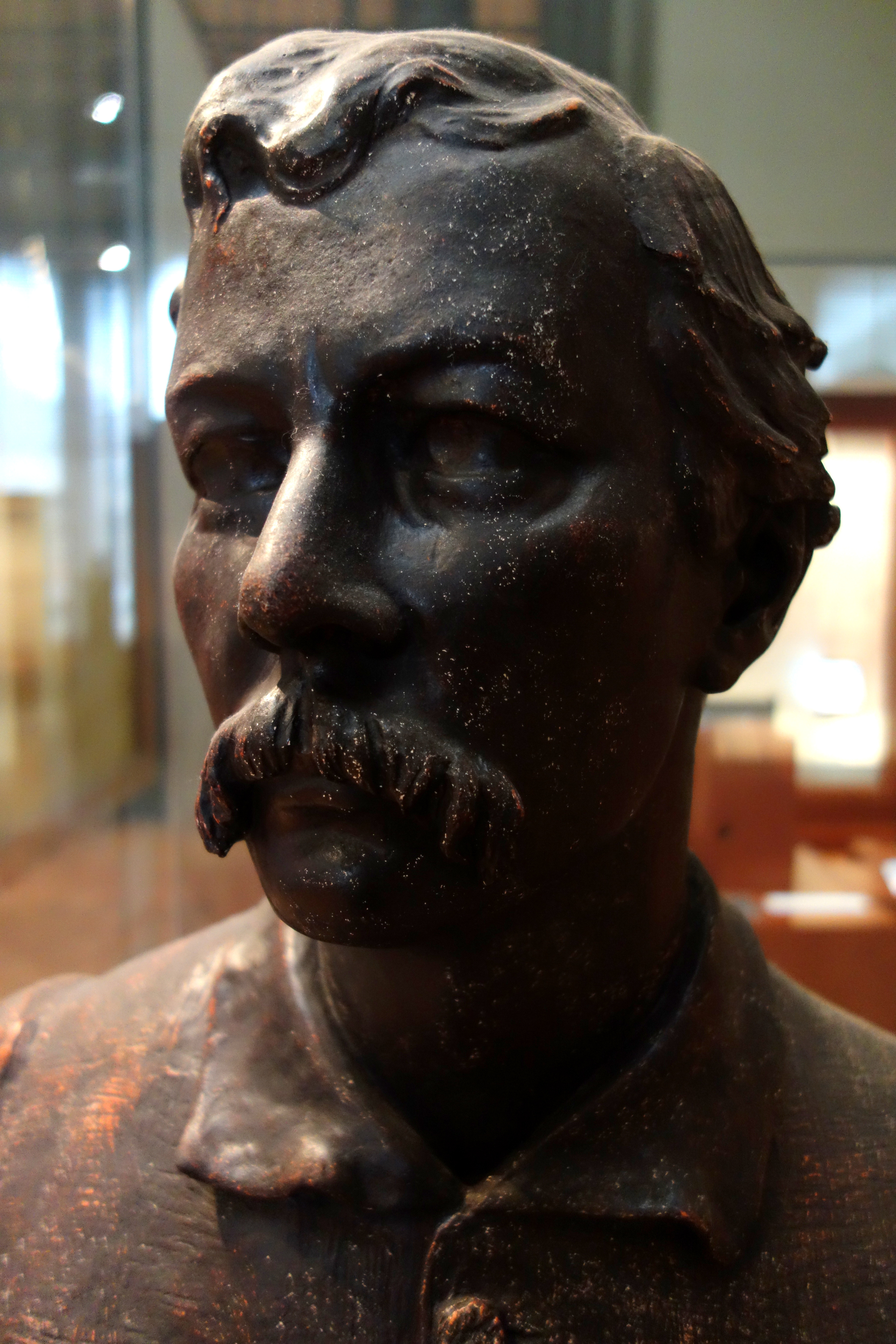
Henry Morton Stanley (1878, détail), Tervueren, musée royal de l'Afrique centrale.
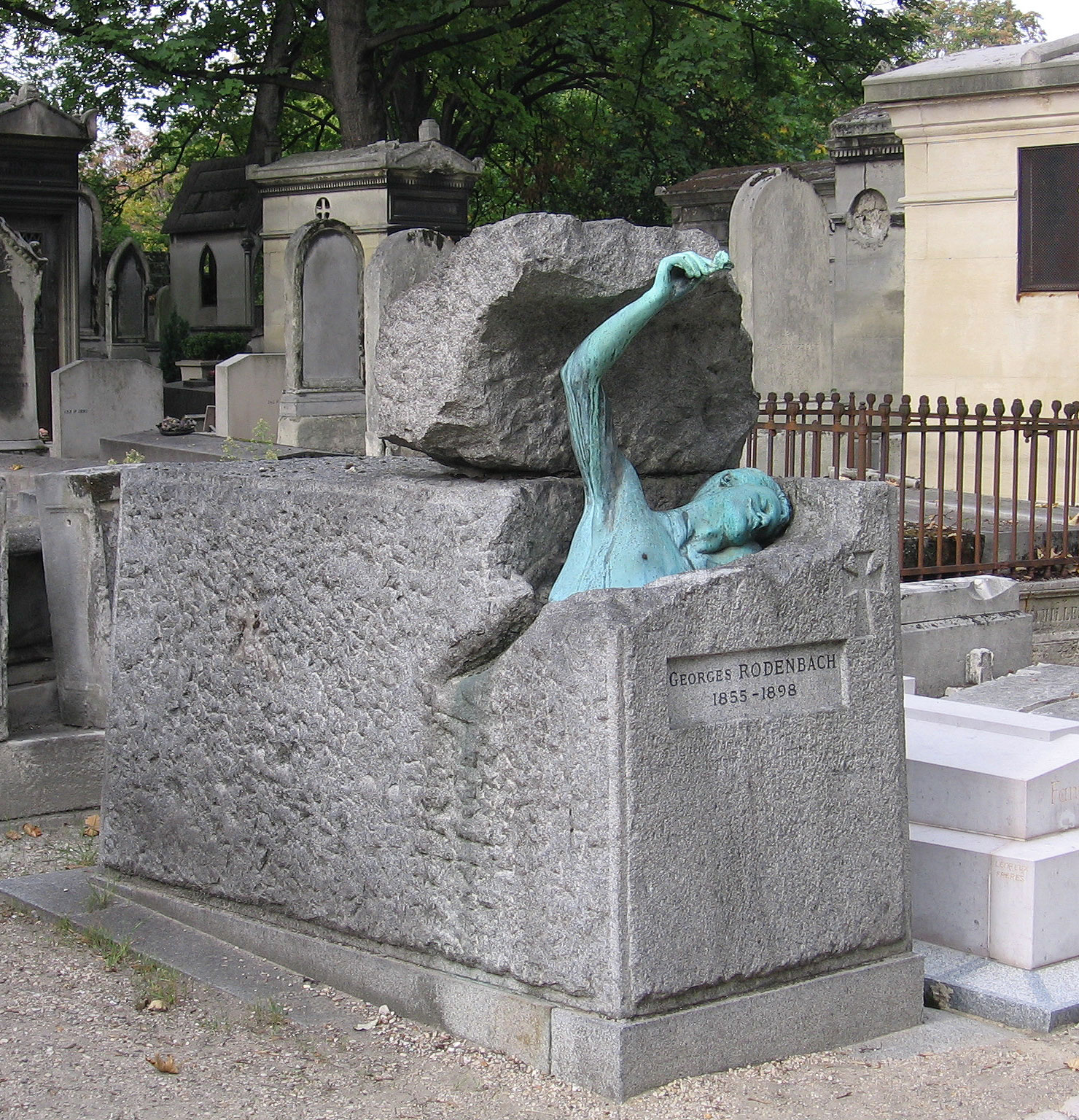
Tombeau de Georges Rodenbach, Paris, cimetière du Père-Lachaise.